# Социализмът
„Социализмът: икономически и социологически анализ“ (на немски: Die Gemeinwirtschaft: Untersuchungen über den Sozialismus) е книга на австрийския икономист Лудвиг фон Мизес, издадена в Германия през 1922 година.
В нея Фон Мизес подлага на цялостна критика икономическата теория на социализма и излага проблема на икономическото изчисление в плановата икономика, предизвикал дискусии сред икономистите през следващите години.